# Nicola Dalmonte
Pour les articles homonymes, voir Dalmonte.
Nicola Dalmonte, né le 13 septembre 1997 à Ravenne, en Émilie-Romagne, est un footballeur italien évoluant au poste d'attaquant au Catania FC.

## Biographie
Après des années passées au centre de formation du Cesena FC, Nicola Dalmonte fait ses débuts en professionnel le 26 avril 2015, lors d'un match perdu 3-1 contre Gênes, remplaçant Franco Brienza à la 59e minute,. Il inscrit son premier but en carrière le 23 avril 2016, un but de la tête marqué à la 90e minute, contre Trapani.
Le 3 mai 2016, il est révélé que Dalmonte a été contrôlé positif au clostebol, un stéroïde anabolisant, lors d'un test antidopage inopiné effectué le 15 avril 2016, après une rencontre Cesena-Pescara (Défaite 1-0), pendant laquelle Dalmonte est resté sur le banc. Le 14 décembre de la même année, le tribunal arbitral du sport condamne le joueur à une suspension de quatorze mois. La suspension prend finalement fin le 20 septembre 2017.
Après que le Cesena FC est déclaré en faillite en juillet 2018, il rejoint le Genoa CFC.
Le 17 juillet 2019, il est prêté au FC Lugano, club de Super League suisse.
Le 13 janvier 2020, après que le prêt à Lugano ait prit fin, Dalmonte est transféré au Trapani Calcio en prêt.
Le 8 septembre 2020, il est prêté au L.R. Vicence Virtus.